# Cypripedium fasciculatum
Cypripedium fasciculatum là một loài thực vật có hoa trong họ Lan. Loài này được Kellogg ex S.Watson mô tả khoa học đầu tiên năm 1882.

## Hình ảnh

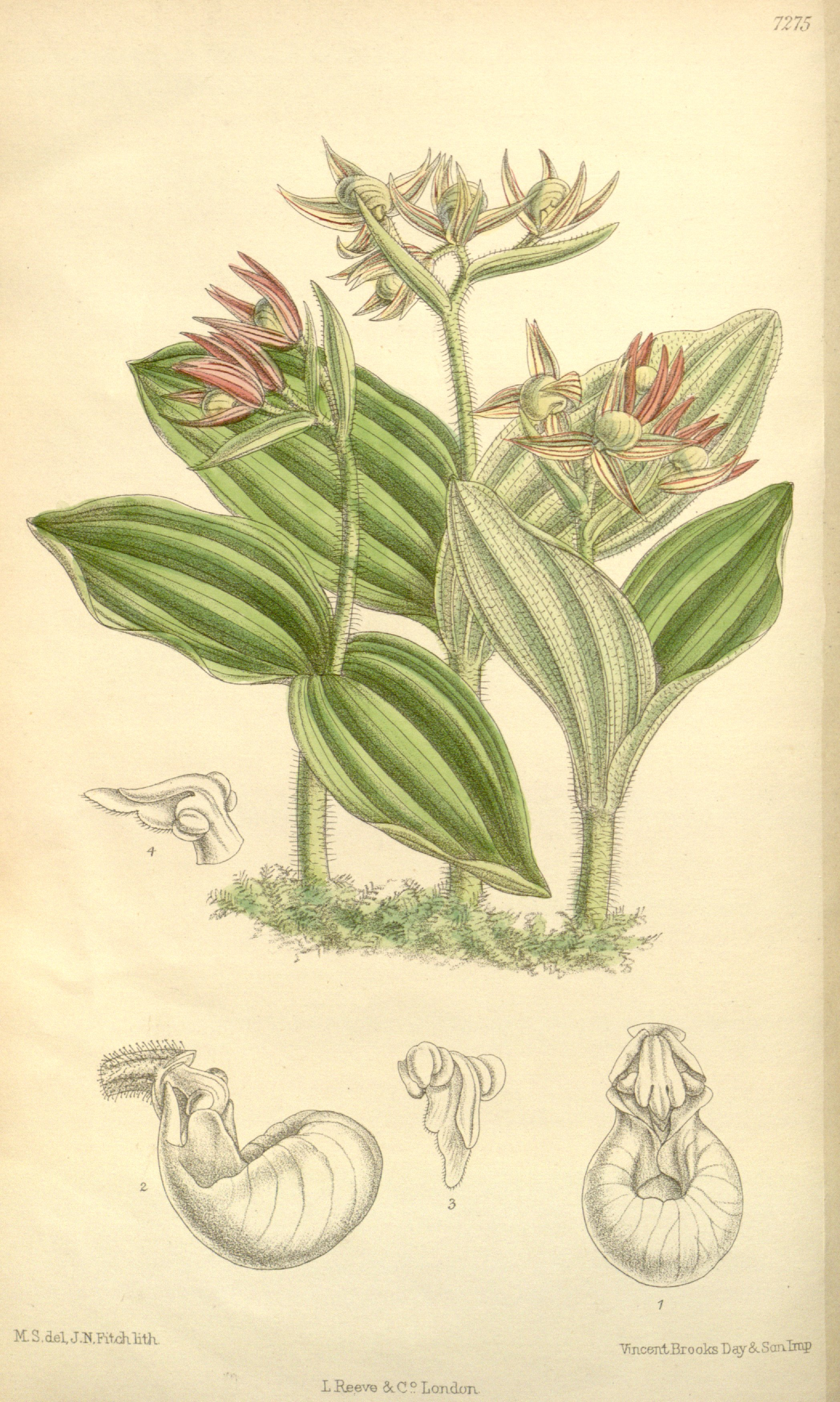
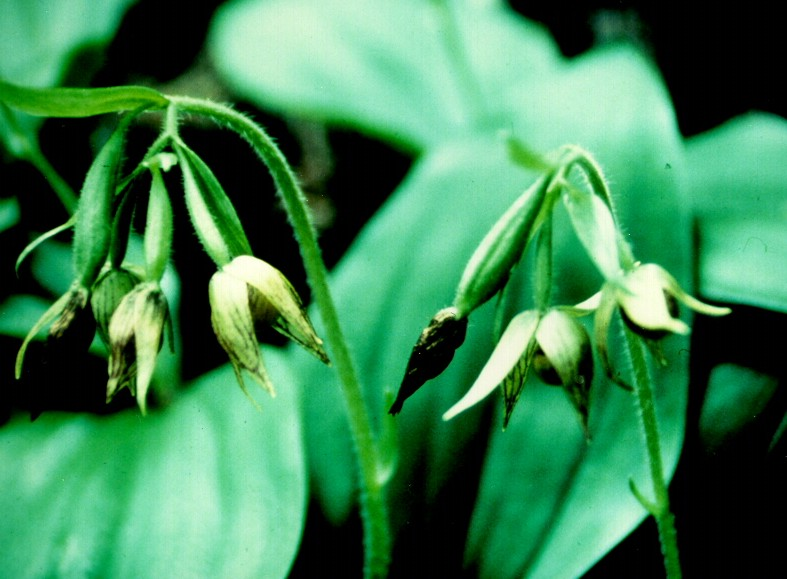